# Кайман-Брак
Кайман-Брак (англ. Cayman Brac) — остров в Каймановых островах.

## География
Расположен в 143 км к северо-востоку от острова Большой Кайман (Карибское море). Длина острова — 9 км при средней ширине в 2 км. Площадь — 38 км². Вдоль всего острова тянется известняковое плато Блафф, достигающее у восточной оконечности Кайман-Брака высоты в 42 метра над уровнем моря. Из-за этого возвышения остров и получил название: с гэльского языка слово «Brac» означает «отвесная скала, крутой обрыв».

## История
Кайман-Брак, как и близлежащий остров Малый Кайман, были открыты Христофором Колумбом в 1503 году, когда его корабль отклонился от намеченного курса. Он назвал остров Лас-Тортугаш (порт. Las Tortugas), потому что на берегу им было замечено множество черепах. Во время расцвета пиратства остров использовался морскими разбойниками как место укрытия и пополнения провианта.
В 1996 году недалеко от острова правительством Каймановых островов был затоплен списанный сторожевой корабль, построенный в СССР специально для Кубы в 1984 году.

## Население
Численность населения острова в 2010 году составляла 1877 человек.

## Туризм
Остров привлекает не только людей, занимающихся дайвингом, но и также спелеологов, которые изучает пещеры острова, и скалолазов.